# لي ألان
لي ألان (بالإنجليزية: Lee Allan)‏ هو لاعب اتحاد الرغبي نيوزلندي، ولد في 13 سبتمبر 1991 في تاكابونا ‏ في نيوزيلندا.